# Grzybowo (województwo zachodniopomorskie)
Grzybowo (niem. Gribow) – wieś letniskowa w północno-zachodniej Polsce, położona w woj. zachodniopomorskim, w powiecie kołobrzeskim, w gminie Kołobrzeg, 6 km na zachód od Kołobrzegu. Znajduje się we wschodniej części Wybrzeża Trzebiatowskiego nad Morzem Bałtyckim. Znajduje się tu jedyna na Pomorzu Środkowym depresja sięgająca 1 m. p.p.m.
Siedziba leśnictwa Grzybowo. Miejscowość nadmorska, gdzie znajdują się dwa hotele, ośrodki wypoczynkowe, pensjonaty, placówka poczty.

## Infrastruktura turystyczna
W Grzybowie zostało wyznaczone letnie kąpielisko morskie o obejmujące 710 m linii brzegowej, z 4 odcinkami plaży strzeżonej po 100 m każdy. W sezonie 2013 r. sezon kąpielowy określono na okres od 22 czerwca do 9 września. W 2012 r. kąpielisko Grzybowo spełniało wytyczne wymogi jakościowe dla wody w kąpielisku Unii Europejskiej.
Pomiędzy miejscowościami Grzybowo i Dźwirzyno znajduje się plaża naturystów.

## Kultura
Mieści się tu rzymskokatolicka kaplica filialna pw. Matki Boskiej Licheńskiej, wybudowana w 1984 roku. Wierni Kościoła rzymskokatolickiego należą do parafii Chrystusa Króla w Korzystnie. Księża marianie posiadają w miejscowości ośrodek rekolekcyjno-wypoczynkowy.
W Grzybowie znajduje się zbór Świeckiego Ruchu Misyjnego „Epifania”.
Wieś jest siedzibą Gminnego Klubu Szachowego "Solny" Grzybowo, który liczy 35 zawodników.
Co roku w sierpniu w Grzybowie odbywa się jednodniowy Festiwal Zupy Grzybowej, na którym oferowana jest bezpłatna degustacja zupy grzybowej, kiermasz produktów regionalnych i rękodzieł, koncerty i atrakcje dla dzieci. 

## Samorząd lokalny
Gmina Kołobrzeg utworzyła jednostkę pomocniczą – sołectwo "Grzybowo", obejmujące jedynie wieś Grzybowo. Mieszkańcy wybierają na zebraniu wiejskim sołtysa oraz radę sołecką. Do 15-osobowej Rady Gminy Kołobrzeg, mieszkańcy sołectwa wybierają 2 radnych.

## Komunikacja
Oś komunikacyjną miejscowości stanowi droga powiatowa nr 3152Z, która łączy Kołobrzeg z drogą wojewódzką nr 109. Z Grzybowa odchodzi droga powiatowa nr 3301Z o długości 3 km do Starego Borka.
Najbliższy przystanek kolejowy znajduje się Starym Borku (około 2 km), gdzie zatrzymują się pociągi relacji Szczecin Główny – Kołobrzeg – Szczecin Główny, z którego chętnie korzystają turyści udający się z i w kierunku Szczecina.                    Natomiast najbliższy dworzec kolejowy  znajduje się w Kołobrzegu (około 7 km).
Grzybowo jest połączone komunikacyjnie z Kołobrzegiem. Znajduje się tu przystanek komunikacji autobusowej, a także 8 przystanków przez które przechodzi linia komunikacji miejskiej nr 6 z Kołobrzegu. Z przystanku Jagiellońska - dworzec PKP do przystanku Grzybowska - Pętla, oddalonego 500 m od granic wsi, kursują autobusy linii komunikacji miejskiej nr 2, nr 5.
Przez Grzybowo biegnie międzynarodowy szlak rowerowy wokół Bałtyku R-10, będący częścią sieci EuroVelo (EV10).

## Przyroda
Przy południowej części wsi rośnie niewielki obszar lasu sosnowo-olchowego. Przy północnej części Grzybowa rośnie wąski pas lasu nadmorskiego.
Pomiędzy ulicą Kołobrzeską a Cichą, na dawnym cmentarzu ewangelickim rośnie 8 dębów szypułkowych o obwodzie 240–430 cm i wysokości 18–20 m, które są pomnikami przyrody.
Obszar Grzybowa na północ od ul. Kołobrzeskiej został objęty obszarem chronionego krajobrazu Koszaliński Pas Nadmorski.
Od zachodu i północy miejscowość otacza Trzebiatowsko-Kołobrzeski Pas Nadmorski, będący specjalnym obszarem ochronym siedlisk programu Natura 2000.
Na zachód od Grzybowa rozciąga się obszar specjalnej ochrony ptaków "Wybrzeże Trzebiatowskie".